# Sabrina Lloyd
Sabrina Jane Lloyd (Fairfax, 20 novembre 1970) è un'attrice statunitense.
È nota per il ruolo di Terry Lake nel telefilm Numb3rs e di Wade Wells ne I viaggiatori.
Lavora sia per il cinema che per la televisione.

## Filmografia

### Cinema
- Chain of Desire, regia di Temístocles López (1992)
- Calde notti d'estate (That Night), regia di Craig Bolotin (1992)
- Famiglia in fuga (Father Hood) (1993)
- Live Free and Die (1998)
- On Edge (2001)
- Wanderlust (2001)
- Dopamine (2003)
- Something for Henry (2004)
- Melinda e Melinda (Melinda and Melinda), regia di Woody Allen (2004)
- The Breakup Artist (2004)
- The Girl from Monday (2005)
- Charlie's Party (2005)
- The Last Request (2006)
- Racing Daylight (2007)
- Universal Signs (2008)
- Hello Lonesome (2010)
- The Pretty One, regia di Jenée LaMarque (2013)

### Televisione
- Superboy – serie TV, un episodio (1988)
- Still the Beaver – serie TV, un episodio (1989)
- Law & Order - I due volti della giustizia (Law & Order) – serie TV, un episodio (1992)
- CBS Schoolbreak Special – serie TV, un episodio (1993)
- Lifestories: Families in Crisis – serie TV, un episodio (1994)
- I viaggiatori (Sliders) – serie TV, 48 episodi (1995-1999)
- Sports Night – serie TV, 45 episodi (1998-2000)
- Madigan Men – serie TV, 5 episodi (2000)
- Couples – film TV (2002)
- Ed – serie TV, 11 episodi (2003)
- DeMarco Affairs – film TV (2004)
- My Sexiest Mistake – film TV (2004)
- Numb3rs – serie TV, 13 episodi (2005)
- Wainy Days – serie TV, un episodio (2008)